# Centrocoris
Genre
Centrocoris est un genre d'insectes hémiptères du sous-ordre des hétéroptères (punaises), de la famille des Coreidae, de la sous-famille des Coreinae, et de la tribu des Coreini.

## Systématique
Le genre a été décrit par le naturaliste tchèque Friedrich Anton Kolenati en 1845.

### Synonymie
- Centrocarenus Fieber, 1860[2]
- L'espèce type pour le genre est Centrocoris spiniger (Fabricius, 1781)

### Taxinomie
Liste des espèces
- Centrocoris annae (Puton, 1874)
- Centrocoris degener (Puton, 1874)
- Centrocoris desertorum Linnavuori, 1960
- Centrocoris inflaticeps Kiritshenko, 1916
- Centrocoris marmottani Puton, 1887
- Centrocoris orientalis Ahmad & Shadab, 1975
- Centrocoris spiniger (Fabricius, 1781) - espèce européenne
- Centrocoris variegatus Kolenati, 1845 - espèce européenne
- Centrocoris volxemi (Puton, 1878)